# Robert J. Shiller
Robert James „Bob“ Shiller (* 29. března 1946 Detroit, Michigan) je americký ekonom, akademik a autor knih, nositel Nobelovy ceny za ekonomii.

## Život a vědecká činnost
Narodil se v Detroitu v americkém státě Michigan. Jeho otcem byl inženýr Benjamin Peter Shiller a někteří jeho předkové jsou litevského původu.
V roce 1967 se stal bakalářem na University of Michigan. V roce 1972 obhájil s prací Racionální očekávání a struktura úrokových sazeb (Rational expectations and the structure of interest rates) pod vedením Franca Modiglianiho titul Ph.D. na Massachusettském technologickém institutu. Od roku 1982 začal učit na Yaleově univerzitě, předtím krátce působil na Wharton School of the University of Pennsylvania nebo na University of Minnesota.
Je autorem velkého množství odborných článků, prací a knih z různých oblastí ekonomie a jeho činnost zasahuje například do oblastí behaviorální ekonomie, real estate nebo risk managementu. Patrně nejznámější jeho knihou je titul Investiční horečka (Irrational Exuberance) z roku 2000, ve kterém varoval, že technologický sektor se v daném čase nacházel v bublině, což povede k prudkému poklesu cen na akciovém trhu. Kniha se stala bestsellerem a v roce 2005 se dočkala druhého anglického vydání.
V roce 2009 získal Cenu Deutsche Bank za finanční ekonomii a v roce 2013 byl společně s E. Famou a L. P. Hansenem oceněn Nobelovou cenou za ekonomii.
Jeho manželkou je Virginia Marie (Faulstich) a mají spolu dvě děti.